# Беседное (Вологодская область)
Беседное — деревня в Вологодском районе Вологодской области.
Входит в состав Старосельского сельского поселения, с точки зрения административно-территориального деления — в Старосельский сельсовет.

## География
Расстояние по автодороге до районного центра Вологды — 53 км, до центра муниципального образования Стризнево — 12 км. Ближайшие населённые пункты — Светилки, Вахрушево, Болтутино.

## Население
По переписи 2002 года население — 11 человек.

## Русская православная церковь
- Храм во имя Святителя Николая Чудотворца[4]